# Antonio Sande
Antonio Sande (* 7. Februar 1909; † unbekannt) war ein argentinischer Sprinter.
1933 gewann er bei den Leichtathletik-Südamerikameisterschaften in Montevideo Bronze über 200 m.
Bei den Olympischen Spielen 1936 wurde er Vierter in der 4-mal-100-Meter-Staffel. Über 100 m schied er im Vorlauf aus.

## Persönliche Bestzeiten
- 100 m: 10,5 s, 7. Oktober 1933, Buenos Aires
- 200 m: 21,9 s, 5. November 1933, Buenos Aires